# Кшиштоф Рейно
Кшиштоф Рейно (пол. Krzysztof Rejno; нар. 22 лютого 1993) — польський волейболіст, що грає на позиції центрального блокувальника (першого темпу) за польський клуб «Ассеко Ресовія» (Ряшів) у Плюс Лізі.

## Життєпис
Грав у клубах «Гвардія» (Вроцлав), «Делекта» (Бидгощ), «Сталь» (Ниса), ЗАКСА (Кендзежин-Козьле), МКС «Бендзин», «Варта» (Заверці).

### Досягнення
Клубні
- переможець Ліги чемпіонів ЄКВ 2021, 2022,
- чемпіон Польщі 2016, 2020, 2021,
- володар Кубка Польщі 2021, 2022,
- володар Суперкубка Польщі 2020, 2021,
- неодноразовий призер різних змагань[2].